# Titularbistum Mozotcori
Mozotcori (lateinisch: Dioecesis Mozotcoritana) ist ein Titularbistum der römisch-katholischen Kirche. 
Es geht zurück auf einen antiken Bischofssitz in der gleichnamigen Stadt, die sich in der römischen Provinz Byzacena bzw. Africa proconsularis in der Sahelregion von Tunesien befand.
| Titularbischöfe von Mozotcori |                                   |                                                                     |                   |                   |
| Nr.                           | Name                              | Amt                                                                 | von               | bis               |
| 1                             | Jacob Bastiampillai Deogupillai   | Weihbischof in Trincomalee-Batticaloa (Sri Lanka)                   | 9. Februar 1967   | 18. Dezember 1972 |
| 2                             | José Alberto Llaguno Farias SJ    | Apostolischer Vikar des Apostolischen Vikariats Tarahumara (Mexiko) | 28. Februar 1975  | 26. Februar 1992  |
| 3                             | José de la Trinidad Valera Angulo | Weihbischof in Caracas (Venezuela)                                  | 15. Februar 1997  | 18. Oktober 2001  |
| 4                             | Gilberto Gómez González           | Weihbischof in Abancay (Peru)                                       | 22. Dezember 2001 | 20. Juni 2009     |
| 5                             | Eusebius Alfred Nzigilwa          | Weihbischof in Daressalam (Tansania)                                | 28. Januar 2010   | 13. Mai 2020      |
| 6                             | Stephanus Han Jung Hyun           | Weihbischof in Daejeon (Südkorea)                                   | 28. November 2020 |                   |